# بوئس
بوئس (به فرانسوی: Bouesse) یک کمون در فرانسه است که در اندر واقع شده‌است. بوئس ۲۴٫۱۹ کیلومتر مربع مساحت و ۳۷۸ نفر جمعیت دارد و ۱۸۶ متر بالاتر از سطح دریا واقع شده‌است.